# Осбек, Пер
Пер Осбек (швед. Pehr Osbeck; 9 мая 1723[…], Холанда — 23 декабря 1805[…], Гасслёв, Халланд) — шведский ботаник, миколог и священник, один из «апостолов Линнея». 

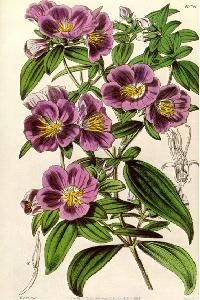
Osbeckia chinensis

## Биография
Пер Осбек родился 9 мая 1723 года. С 1745 по 1750 год учился в Уппсальском университете. Его учителем был выдающийся шведский учёный Карл Линней. С 1750 по 1752 год Пер Осбек участвовал в научной экспедиции в Китае. Он занимался изучением флоры Китая. В 1760 году был назначен священником в провинции Халланд. Пер Осбек умер 23 декабря 1805 года. 

## Научная деятельность
Пер Осбек специализировался на семенных растениях и на микологии. Он изучил 900 новых видов растений.

## Научные работы
- Dagbok öfwer en ostindisk resa åren 1750. 1751. 1752. Med anmärkningar uti naturkunnigheten, främmande folkslags språk, seder, hushållning. 1757.
- Fragmenta ichthyologiae Hispanicae. In: Nova Acta Physico-Medica Academiae Caesareae Leopoldino-Carolinae Naturae Curiosorum. Band 4, Nürnberg, 1770, S. 99—104.

## Почести
Карл Линней назвал в честь Пера Осбека род Osbeckia (Осбекия) семейства Меластомовые (Melastomataceae).